# Mimetes splendidus
Mimetes splendidus är en tvåhjärtbladig växtart som beskrevs av Richard Anthony Salisbury och Joseph Knight. Mimetes splendidus ingår i släktet Mimetes och familjen Proteaceae. Inga underarter finns listade i Catalogue of Life.